# Storvik
Storvik is een plaats in de gemeente Sandviken in het landschap Gästrikland en de provincie Gävleborgs län in Zweden. De plaats heeft 2251 inwoners (2005) en een oppervlakte van 263 hectare.

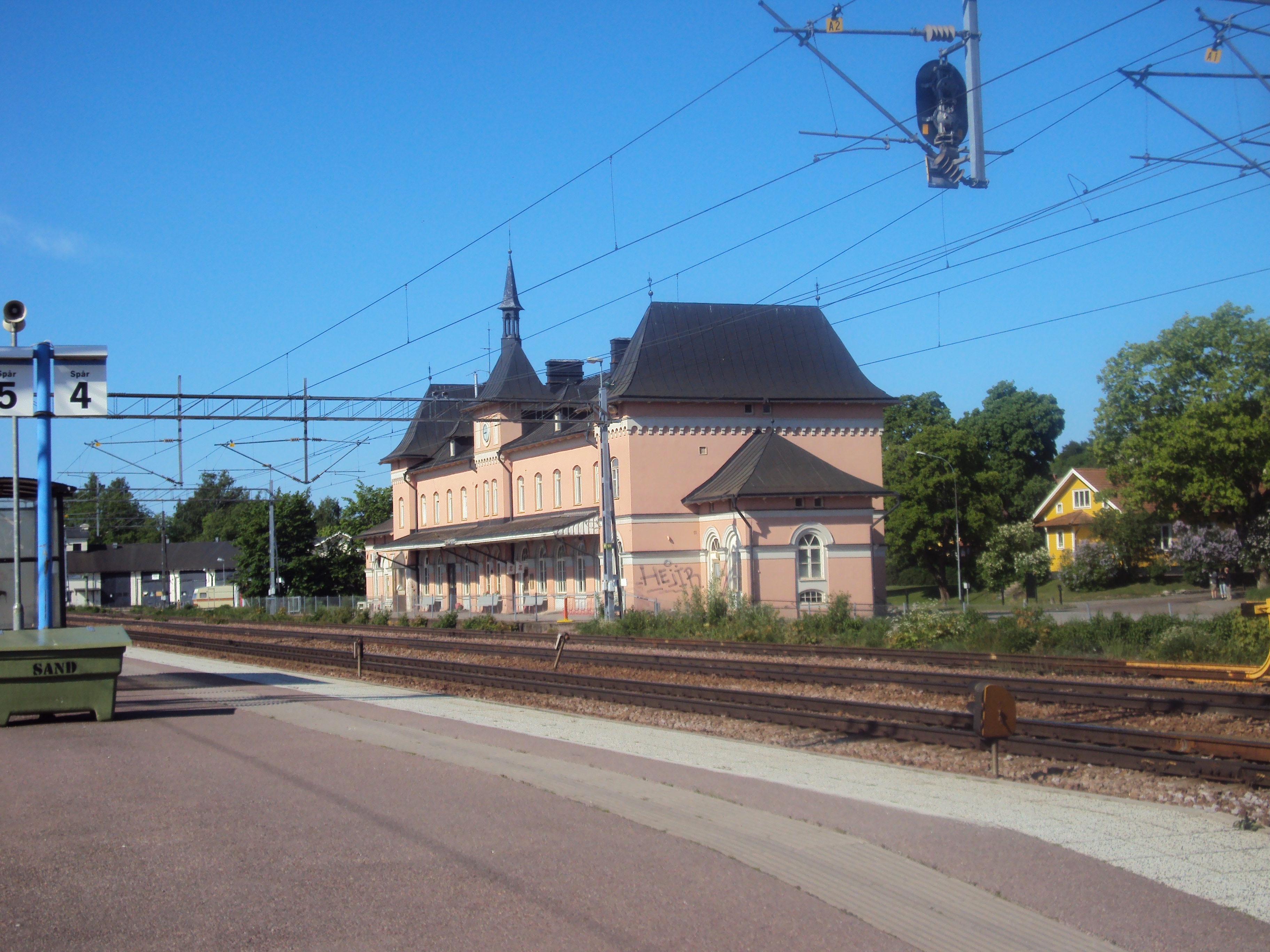
Station van Storvik
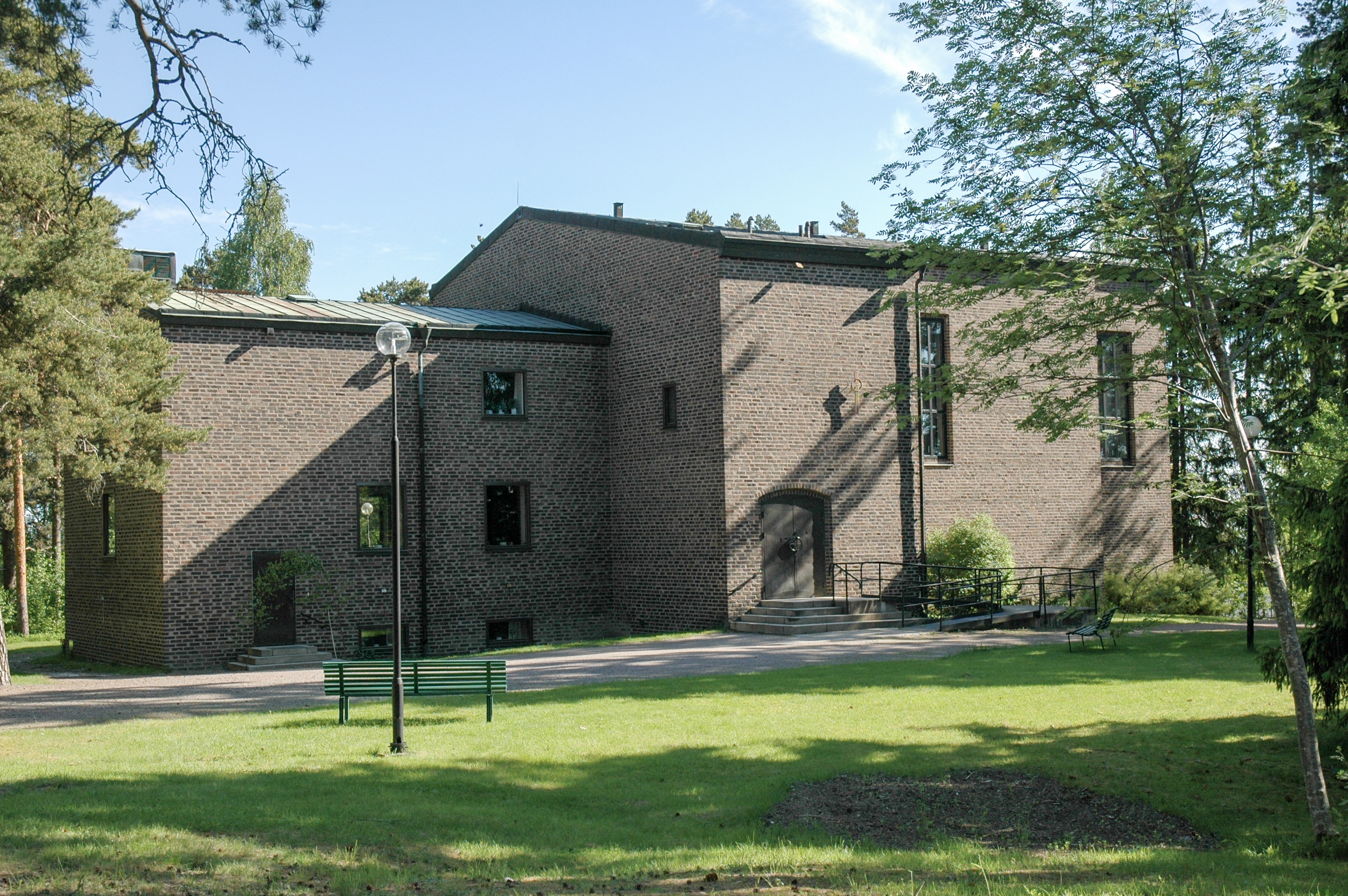
Kerk van Storvik

## Verkeer en vervoer
Bij de plaats loopt de E16/Riksväg 68.
De plaats heeft een station aan de spoorlijn Gävle - Kil/Frövi, spoorlijn Ånge - Storvik en de spoorlijn via de Bergslagen.